# 凯代尼艾联盟
《凯代尼艾联盟条约》是第二次北方战争的瑞典洪流期间，以亚努什·拉齐维乌亲王为代表的立陶宛大公国贵族与瑞典国王卡爾十世于1655年10月20日在立陶宛凱代尼艾城堡签订的联盟协议。
条约规定立陶宛退出波兰-立陶宛联邦，并分为两部分，一部分由拉奇维尔家族统治，一部分成为瑞典的保护国。不久，瑞典在瓦尔卡等地接连战败，波兰军队反击，联盟不了了之。